# Pyramidella lissa
Pyramidella lissa är en snäckart. Pyramidella lissa ingår i släktet Pyramidella och familjen Pyramidellidae. Inga underarter finns listade i Catalogue of Life.